# Heart of Darkness (jeu vidéo)
Pour les articles homonymes, voir Heart of Darkness.
 (avril 2008).
Si vous disposez d'ouvrages ou d'articles de référence ou si vous connaissez des sites web de qualité traitant du thème abordé ici, merci de compléter l'article en donnant les références utiles à sa vérifiabilité et en les liant à la section « Notes et références ».
Heart of Darkness est un jeu vidéo d'action et de plate-forme sorti en 1998 sur PlayStation et Windows.
Développé par une équipe d'un peu plus de douze personnes sous la direction de Éric Chahi, il a demandé six ans de travail et a été l'unique jeu de l'entreprise Amazing Studio. Il était initialement prévu qu'il sorte sur CD32, 3DO, Jaguar et Saturn, mais ces versions ont été annulées, en raison de la non viabilité commerciale de ces plateformes lorsque le jeu fut finalement terminé.
Présenté lors du CES 1994 et de l'E3 1995, lors de sa sortie il s'est fait remarquer par sa jouabilité irréprochable et son ambiance sonore digne d'un film. Il sera ré-édité chez Infogrames en format « best-of », format qui concerne les productions ayant fait de bonnes ventes.

## Synopsis
Le jeu suit Andy, un jeune garçon tout à fait normal qui déteste son professeur, aime son chien, et a peur du noir. Un jour, Andy et son chien, Whisky, se rendent au parc pour se détendre, c'est alors qu'a lieu une éclipse de soleil. Pendant cette éclipse, Whisky disparaît. Dans un élan d'imagination, Andy se dirige dans sa cabane, où il garde ses inventions, saute dans une machine volante de sa conception capable de faire un saut vers d'autres univers. Il agrippe au passage casque — ou plutôt une passoire — et fusil plasma, et part à la recherche de son chien. Il se retrouve dans un autre monde appelé Darklands (le pays sombre) et s'écrase en plein milieu d'un canyon. Habité par des créatures de la nuit dirigées par le maître de l'obscurité, Darklands est extrêmement dangereux. Andy doit surmonter ses craintes pour aller secourir son chien.

## Système de jeu
Heart of Darkness est un jeu de plate-forme classique se déroulant écran par écran. Le jeu se présente en deux dimensions en vue de profil, lorsque le personnage arrive au bout d'un écran, le niveau est translaté pour faire apparaître l'écran suivant, et ainsi de suite.
Le joueur contrôle Andy, qui peut courir, sauter, marcher, grimper, nager et surtout mourir. Andy peut aussi attaquer ou se défendre en utilisant un fusil à plasma ou en lançant des boules d'énergie, selon la phase de jeu. Cette énergie magique peut également servir à faire pousser les graines. L'une ou l'autre de ces armes peut être utilisée dans une variété de poses diverses. Il n'est pas possible de saisir des objets, mais comme dans Another World, des passages du jeu nécessite une interaction avec le niveau, comme pousser un rocher ou marcher sur une dalle.
Le jeu est linéaire. Le joueur passe son temps à résoudre des énigmes, à réaliser une suite d'actions synchronisées (timing) ou simplement se déplace pour accéder à l'écran suivant. Le retour aux écrans précédents est rarement nécessaire.
Le fond d'écran est en image de synthèse pré-calculé et animé de phénomènes naturels, c'est le cas des feuilles des arbres, de l'eau ou des algues. Les personnages ont l'apparence et la démarche de personnage de cartoon. Les ombres des personnages sont calculées en temps réel en fonction d'une source unique de lumière, propre à chaque écran de jeu.
L'interface de jeu est sobre. Il n'y a pas de vie ni de barre de vie, l'avancement dans le jeu se gagne par essais et erreurs successives jusqu'à la résolution de quelques écrans consécutifs. Un joueur peut facilement perdre, mais le jeu sauvegarde automatiquement lors de l'entrée dans certains écrans, soit tous les deux ou trois écrans. Lorsque le joueur bute plusieurs fois sur un même obstacle, le jeu donne parfois quelques conseils pour faciliter la résolution.

## Production et développement
Sources utilisées , 
À partir de 1992, dès la création de Amazing Studio, Éric Chahi commence par écrire le synopsis dans l'idée de réaliser un jeu suivant le gameplay de Another World, c'est-à-dire des séquences de jeux de plate-forme entrecoupées de petites animations.
C'est d'ailleurs sur ces vidéos que Éric Chahi et Frédéric Savoir commencent réellement à travailler. L'idée est de créer les animations et les décors en images de synthèse pour pouvoir ensuite extraire les ressources adéquates afin de s'adapter à l'évolution du matériel : le jeu sortira d'ailleurs dans deux versions graphiquement différentes. Mais l'équipe ne maîtrise pas les outils pour faire de l'image de synthèse, et fait appel à une autre société pour la réalisation de ces animations. Les essais ne sont finalement pas concluants, les personnages manquant d'expression, cette idée est abandonnée. Le temps passe et l'équipe acquiert un savoir-faire en image de synthèse en travaillant sur les sprites et les niveaux de jeux. À partir de 1994, et après la présentation d'un modèle réalisé par Fabrice Visserot, l'équipe prend la décision de réaliser les vidéos elle-même. Il réalisera toutes les animations du jeu, ainsi qu'une cinématique de fin spéciale nécessitant l'utilisation de lunettes 3D (lunettes à verre bleu et rouge). Les voix sont enregistrées vers 1995.
Le moteur de jeu, est développé à partir de 1992 par Frédéric Savoir, Daniel Morais et Pascal de France, et fonctionne initialement sous DOS. De par la durée du développement, le jeu est recommencé plusieurs fois pour être adapté à l'évolution des systèmes d'exploitation, ce qui conduit finalement à le rendre beaucoup plus portable. Le jeu sortira sous Windows utilisant un affichage 8 bits (256 couleurs) et des musiques échantillonnés à 22 kHz. La version PlayStation aura l'avantage d'utiliser des graphismes en 24 bits (16 millions de couleurs) mais des sons échantillonnés à 11 kHz. La version Windows n'a pas la même qualité d'image car cela aurait induit des développements supplémentaires qui n'ont pas été réalisés pour des contraintes de temps, l'avantage toutefois est de pouvoir fonctionner sur des machines « lentes » telles que les 486 et de nécessiter moins de temps de chargement pour lancer une partie[réf. nécessaire].
Toujours dans le but de suivre l'évolution matérielle des plates-formes, les personnages et les animations ont premièrement été prévus pour être sous forme vectorielle, mais après prototypage, cela ne s'intégrait pas correctement dans les décors en image de synthèse précalculée, cette méthode est ainsi abandonnée au profit d'animation classique par sprite. Ce travail d'animation, réalisé par Christan Robert, a été principalement créé à la main. Il a tout au long du développement cherché à ajouter des animations amusantes dont certaines ont pu être ajoutées[réf. nécessaire]. Par exemple, celles qui permettent à Andy de se dégager des créatures qui l'agrippent, a été ajoutée en fin de projet mais n'était pas indispensable[réf. nécessaire]. L'ensemble des mouvements d'Andy (courir, marcher, nager…) ont nécessité plus de 2 000 sprites, et sont le gage de la fluidité de l'animation[réf. nécessaire].
Pour la musique, plusieurs compositeurs ont été contactés et ont réalisé des essais, mais c'est Bruce Broughton, contacté par l'équipe pour son travail sur Bernard et Bianca au pays des kangourous, qui a été choisi. Il a travaillé pendant un mois à la création musicale, puis est retourné à Londres pour enregistrer la composition jouée par le Sinfonia of London. En 1999 la bande originale du jeu a été commercialisée.
Début 1998, sur une suggestion du journaliste Romain POIROT-LELLIG, le PDG d'Infogrames Bruno Bonnell contacte Eric Chahi et acquiert les droits mondiaux d'édition et de distribution du jeu. Le jeu sort enfin en 1998 ; une mise à jour avait été évoquée, permettant d'améliorer les graphismes de la version Windows mais n'a pas été réalisée[réf. nécessaire]. Enfin, une version Game Boy Advance était prévue pour 2001, mais n'a pas vu le jour.

## Doublage
| Personnages               | Voix françaises                                                              | Voix anglaises                  |
| Andy                      | Romain Redler                                                                | Mohammed Muklis                 |
| Le professeur             | François Jaubert                                                             | Brian Bowles                    |
| Le serviteur/Tas de Morve | Luq Hamet                                                                    | Enn Reitel                      |
| Le maître des ténèbres    | Michel Vigné                                                                 | Bill Mitchell                   |
| Le premier ami            | William Coryn                                                                | Dan Rusell                      |
| Le grand sage             | Christian Pelissier                                                          | William Vanderpuye              |
| Les amis                  | Jacques Ciron, Chris Benard, Patrice Dozier, Fabrice Visserot, Odile Schmitt | Robert B. Sherman, Brian Bowles |
| La mère d'Andy            | Marie-Martine                                                                | Lorelei King                    |

## Postérité
En 2018, la rédaction du site Den of Geek mentionne le jeu en 26e position d'un top 60 des jeux PlayStation sous-estimés : « Malheureusement, le jeu n'a pas été à la hauteur de ses grandes ambitions, partiellement à cause de sa courte durée, et il s'est mal vendu. C'est dommage car il est quand même excellent. »